# Gang (Geologie)
Ein Gang ist ein meist langgestreckter, platten- oder linsenförmiger Gesteinskörper, der die Füllung einer Spalte in einem anderen Gesteinskörper darstellt. Dieser andere Gesteinskörper, das heißt das den Gang umgebende Gestein, wird hierbei als Nebengestein bezeichnet. In Mineralgängen oder (Erz-)Adern (englisch veins) – in älteren Publikationen auch „Erdadern“ genannt – sind Minerale aus wässrigen Lösungen ausgefällt worden. Im Nebengestein eingedrungene und auskristallisiert magmatische Schmelzen werden als Gesteinsgänge bezeichnet. Auch Spaltenfüllungen aus Sedimenten werden mitunter als Gänge bezeichnet (siehe Neptunian Dike).

## Raumlage
Die beiden Begrenzungsflächen eines Ganges schneiden annähernd horizontale natürliche Flächen wie die Erdoberfläche, die Sohle eines Grubenbaues oder eine gedachte horizontale Ebene in einer Linie oder linienhaften Spur, deren Verlauf Streichen genannt wird, der Winkel zwischen dieser Linie und der Nordrichtung dementsprechend Streichwinkel. Analog bezeichnet man die Neigung des Gangs gegen die Horizontale, also senkrecht zum Streichen, als Fallen, den entsprechenden Winkel als Fallwinkel. Streich- und Fallwinkel beschreiben damit die Raumlage eines Ganges eindeutig und werden heute in aller Regel mit einem Geologenkompass bestimmt und anschließend in Grad oder Gon [ehem. „Neugrad“] angegeben.
Im historischen Erzbergbau wurden Gänge u. a. nach ihrer Streichrichtung benannt. Beispielsweise streicht der Bauer Morgengang mit 68°E. Die Bezeichnung „Morgengang“ hat ihren Ursprung darin, dass die Rose des damals für die Vermessung verwendeten Bergkompasses in zweimal zwölf Stunden geteilt war, die jeweils in vier Abschnitte zusammengefasst wurden:
- Stehende Gänge streichen von Stunde 0 bis 3 (0–45°, zwischen Nord und Nordost),
- Morgengänge von Stunde 3 bis 6 (45–90°, zwischen Nordost und Ost),
- Spatgänge, von Stunde 6 bis 9 (90–135°, zwischen Ost und Südost) und
- Flache Gänge von Stunde 9 bis 12 (135–180°, zwischen Südost und Süd).[4][5]

Nach ihrem Fallwinkel werden Gänge bergmännisch eingeteilt in:
- schwebende (0–15°),
- flach fallende (15–45°),
- tonnlägige (45–75°)
- steil oder senkrecht (75–90°) fallende Gänge.

Der Bauer Morgengang fällt zwischen 60 und 68°N und ist demzufolge ein tonnlägiger Gang.

## Geometrien von Gangsystemen
Die Kontaktfläche eines Gangs mit dem Nebengestein heißt Salband. Ein Gang wird in der Regel zum Ende hin nach und nach immer dünner und verschwindet (er keilt aus) oder er spaltet sich in mehrere kleine Trümer auf. Wenn mehrere Gänge parallel hinter- oder nebeneinander liegen, spricht man von einem Gangzug. Oftmals weisen die Gänge jedoch untereinander (mehr oder weniger systematische) Abweichungen in den Streichrichtungen auf, z. B. in regionalen Scherzonen. In diesem Fall redet man von Gangschar. Wenn sich zwei Gänge gabelförmig vereinen, heißt dies Scharung. Zwei sich schneidende Gänge bilden ein Gangkreuz; sich vielfach kreuzende Gänge bilden ein Gangnetz. Treffen zwei oder mehrere Gänge oder Gangtrümer aufeinander, so scharen sie. Scharungen sind in der Regel Erzbringer, das heißt, an Scharungen findet der Bergmann häufiger reiche Vererzungen als im normalen Gangverlauf.
Oft schwillt die Mächtigkeit eines Ganges in seinem Verlauf an- und ab (bergmännisch: Verdrücken und Sichauftun). Dies beruht darauf, dass eine Kluft bei ihrer tektonischen Bildung ihre Richtung ändert, sobald sie auf eine Gesteinsart mit anderen physikalischen Eigenschaften trifft. Bei weiterer tektonischer Belastung entwickelt sich aus der Kluft manchmal eine echte geologische Störung, an der sich die benachbarten Gesteinspakete aneinander vorbeibewegen, an den Kontaktflächen zwischen dem Gang und dem zerrütteten Muttergestein oft eine Gangbrekzie. In den Abschnitten der ursprünglichen Kluft, die einen größeren Winkel zu dieser allgemeinen Bewegungsrichtung aufweisen, öffnen sich bei diesem Vorgang größere Spalten und Hohlräume, die durch vulkanische Magmen oder mineralhaltige Lösungen gefüllt werden können. In den Abschnitten, die nur einen spitzen oder gar keinen Winkel zur Störung bilden, formen sich nur kleine Spalten. In stark geschichteten Gesteinen, z. B. in regelmäßigen Wechselfolgen von Kalk- und Sandstein, führt dieser Umstand manchmal zu markanten perlschnurartigen Auf- und Abschwellungen der Gänge.

## Arten von Gängen
Ein Lagergang oder Sill ist konkordant, also parallel zur Schichtung, in sein Nebengestein eingedrungen, während die anderen Arten von Gängen die Schichtung des Nebengesteins diskordant durchschlagen.
Sonderfälle sind zylindrische oder kegelförmig nach unten zulaufende Gänge (Ringgänge oder cone sheets), die sich beispielsweise rund um vulkanische Einbruchskrater (Calderen) finden, sowie gekrümmte Sattelgänge in den Scheitelpunkten von tektonischen Falten.

## Gangfüllung: Ganggefolge, Gangart
Gesteinsgänge (gelegentlich Eruptivgänge genannt) können aus Tiefengesteinen, wie Granit oder Gabbro, oder aus dem Ganggefolge bestehen, das sich nach der Auskristallisierung der Tiefengesteine aus dem Restmagma differenziert hat. Aus sauren (granitischen) Magmen entstehen z. B. Gänge von Aplit und Pegmatit, während Lamprophyrgänge möglicherweise das Ganggefolge
basischer (basaltischer) Magmen sind. Häufig sind auch subvulkanische Gänge, die entsprechend aus den subvulkanischen Äquivalenten der Tiefengesteine bestehen, beispielsweise aus Granitporphyr und Dolerit. Letztere werden, weil sie so typisch für magmatisch entstandene Gänge sind, auch Ganggesteine genannt.
Seltener finden sich Gesteinsgänge, die durch die Auffüllung offener Spalten an der Geländeoberfläche bzw. am Grund von Gewässern mit Sedimentgesteinen entstanden sind, sie heißen dann Sandsteingänge oder Neptunian Dikes.
Mineralgänge sind oft mit Quarz, Flussspat, Schwerspat, Kalkspat usw. gefüllt. Wenn sie bestimmte metallhaltige Minerale von wirtschaftlichem Interesse enthalten, werden sie als Erzgänge bezeichnet. Gegebenenfalls können sie als Ganglagerstätte in einem Bergwerk erschlossen werden.
Begleitmineralien, die zusammen mit den Erzmineralien auftreten, werden Gangart genannt. Die wichtigsten Gangart-Mineralien sind Quarz, Calcit, Dolomit, Baryt und Fluorit.